# Àurea Rosa Clavé i Soler
Àurea Rosa Clavé i Soler (Barcelona, 29 de setembre de 1856 - Barcelona, 4 de febrer de 1940), compositora, pianista, professora i directora de cor, filla d'Isabel Soler Bosch i Josep Anselm Clavé, amb qui aprengué piano, música i direcció coral.

## La vida com a música
Fou iniciada pel seu pare en la música i, tot i que morí quan la noia tenia divuit anys, ell fou qui la portà a la professionalització. S'especula que de vegades era l'Àurea qui dirigia els Cors de Clavé, quan ell estava indisposat. S'inicià en la composició fent alguns arranjaments de peces corals del seu pare per a banda o orquestra. La seva obra es considera esporàdica, tot i que les obres que es coneixen varen ser estrenades. Se sospita que podria haver-hi més composicions inèdites. Fou també professora de piano del Conservatori Municipal de Barcelona.

## Vida personal
Es va casar amb Conrad Ferrer i Fossà i van tenir tres fills: Guillem, Carles i Magdalena. Guillem Ferrer i Clavé fou un violoncel·lista, professor de música i contrabaixista. Carles Ferrer i Clavé fou director de corals, compositor i escriptor.
Va pertànyer a la lògia maçònica Lealtad n. 6, la primera Càmera d'adopció (maçoneria femenina) de Barcelona, en la qual s'inicià l'any 1879. Va iniciar-hi la també compositora Clotilde Cerdà i Bosch.

## La disputa pel llegat de Josep Anselm Clavé
Josep Anselm Clavé va fundar l'Asociación General de Coros Euterpenses com a entitat legal per donar suport a la seva obra de divulgació musical. Quan va morir, l'any 1874, es va generar una disputa entre les hereves (Àurea i la seva mare) i les societats corals per la presidència d'aquesta entitat. Aquest fet va acabar amb la fundació per part d'Àurea i la seva mare de la seva pròpia entitat: l'Asociación Euterpense (1887). La nova associació tenia una revista titulada El metrónomo, dirigida primer per Josep Rodoreda i després pel seu marit, Conrad Ferrer. La revista, a més de promocionar l'associació, també servia per reclamar els drets d'interpretació de les obres de Clavé per a les seves hereves, ja que en aquell moment pertanyien a la societat coral creada pel mestre. L'Asociación General de Coros Euterpenses mantenia que J.A. Clavé havia creat les obres per als cors i no pas per als seus hereus. Àurea, creient-se la legítima hereva del llegat, canvià el nom de l'associació per Asociación de los Coros de Clavé. Les hereves de Clavé finalment decidiren posar denúncia i es dictaminà a favor seu, però la sentència no s'arribà a complir mai. Finalment, amb l'ajuda del governador civil, s'arribà a un acord que satisfeu ambdues parts, almenys moralment.

## Obres[2][12]
La majoria de les seves obres resten encara perdudes i sols es té constància de la seva estrena a través de documents.
La partitura de L'Agrahiment es va retrobar l'any 2008 a l'arxiu musical de la Societat Coral Erato de Figueres, quan es va classificar i ordenar aquest arxiu, de més de 400 obres, per fer-lo consultable per la xarxa; l'obra havia estat desapareguda durant més d'un segle i es va tornar a interpretar.
L'Himne a França i La Font del Roure apareixen recollides a l'inventari del fons de la Societat Coral Nova Gesòria, dipositat a l'Arxiu Municipal de Sant Feliu de Guíxols.
- A la lluna, per a soprano, violoncel i piano
- A la Verge, per a contralt, cor i piano
- Cena novíssima, marxa solemne per a banda simfònica
- Himne a França. Lletra de Bonaventura Bassegoda
- Íntimes, per a soprano i piano
- L' Agraïment, cantata à Barcelona, per a veus solistes, cor i banda simfònica. Lletra de Frederic Soler "Pitarra"[13][14]
- La Font del Roure (1902)
- La primavera, per a cor
- O vos omnes, per a soprano i piano i harmònium
- Solfeo, per a dues veus i orquestra

## Curiositats
- El 1882 va ser escollida reina dels Jocs Florals.[15]
- Frederic Soler "Pitarra", mort el 4 de juliol de 1885, havia de ser enterrat al Panteó de Catalans Il·lustres, però encara no havia estat acabat de construir. Àurea Rosa, solidàriament, oferí el panteó familiar ubicat al Cementiri de l'Est per acollir-ne temporalment les despulles. No fou, però, fins a l'any 1964 quan, a iniciativa de Manuel Franch, les restes de Pitarra s'inhumaren i es traslladaren al Cementiri del Sud-oest.[16][17]
- El seu pare li dedicà la contradansa corejada titulada "Àurea Rosa".[5]